# Palatinado (región vinícola)
La región vinícola del Palatinado es una de las regiones  con denominación de origen más importantes de Alemania. Está localizada al sur del estado federado de Renania-Palatinado y se extiende a pocos kilómetros al oeste del río Rin hasta la frontera con Francia, al sur, a lo largo de toda la zona conocida como Pfälzerwald. Disfruta de un clima muy apropiado para el cultivo de la vid, además de disponer de suelos muy variados. Esta comarca es la mayor productora de vino de Alemania, con una superficie cultivada que alcanza las 23.400 Ha.

## Variedades

### Uva blanca
Se produce un afamado Riesling, y es posible encontrar: Grauburgunder, Silvaner, Müller-Thurgau (Rivaner). Se encuentran también variedades olfativas del Gewürztraminer, Morio-Muskat y Scheurebe.

### Uva tinta
Poco a poco va ganando esta zona en calidad de vino tinto gracias a la plantación de variedades como Portugieser y Dornfelder. Se empiezan a conocer variedades  Laurent, Schwarzriesling, Heroldrebe, Acolon, Cabernet Sauvignon así como  Merlot.